# 1984년 하계 올림픽 스페인 선수단
스페인은 1984년 7월 28일부터 8월 12일까지 미국 로스앤젤레스에서 열린 제23회 하계 올림픽에 참가했다.

## 종목별 성적

### 근대5종
| 선수 | 세부 종목 | 승마 | 펜싱 | 사격 | 수영 | 크로스컨트리 | 합계 | 순위 |

## 농구

### 남자
예선 B조
| 팀             | 승 | 패 | 득점 | 실점 | 득실차 | 승점 |
| 미국           | 5  | 0  | 511  | 315  | +196   | 10   |
| 스페인         | 4  | 1  | 457  | 438  | +19    | 9    |
| 캐나다         | 3  | 2  | 462  | 401  | +61    | 8    |
| 우루과이       | 2  | 3  | 403  | 460  | −57    | 7    |
| 중화인민공화국 | 1  | 4  | 364  | 477  | −113   | 6    |
| 프랑스         | 0  | 5  | 383  | 489  | −106   | 5    |

## 양궁
| 선수 | 세부 종목 | 1라운드 | 2라운드 | 합계 | 순위 |

## 육상
트랙 경기
| 선수 | 세부 종목 | 예선 | 예선 | 준준결선 | 준준결선 | 준결선 | 준결선 | 결선 | 결선 |
| 선수 | 세부 종목 | 기록 | 순위 | 기록     | 순위     | 기록   | 순위   | 기록 | 순위 |